# Peritassa huanucana
Peritassa huanucana là một loài thực vật có hoa trong họ Dây gối. Loài này được (Loes.) A.C.Sm. mô tả khoa học đầu tiên năm 1940.